# 10.ª etapa del Giro de Italia 2018
La 10.ª etapa del Giro de Italia 2018 tuvo lugar el 15 de mayo de 2018 entre Penne y Gualdo Tadino sobre un recorrido de 239 km y fue ganada por el ciclista esloveno Matej Mohorič del equipo Bahrain-Merida.

## Clasificación de la etapa
| \| Clasificación de la etapa \| Clasificación de la etapa \| Clasificación de la etapa \| Clasificación de la etapa \| Clasificación de la etapa \| \| Ciclista \| Ciclista \| Equipo \| Tiempo \| \| \| ------------------------- \| ------------------------- \| --------------------------- \| ------------------------- \| ------------------------- \| \| 1.º \| Matej Mohorič \| Bahrain-Merida \| 6 h 04 min 52 s \| \| \| 2.º \| Nico Denz \| AG2R La Mondiale \| + 0 s \| \| \| 3.º \| Sam Bennett \| Bora-Hansgrohe \| + 34 s \| \| \| 4.º \| Enrico Battaglin \| LottoNL-Jumbo \| + 34 s \| \| \| 5.º \| Davide Ballerini \| Androni Giocattoli-Sidermec \| + 34 s \| \| \| 6.º \| Mads Würtz \| Katusha-Alpecin \| + 34 s \| \| \| 7.º \| Francesco Gavazzi \| Androni Giocattoli-Sidermec \| + 34 s \| \| \| 8.º \| Jarlinson Pantano \| Trek-Segafredo \| + 34 s \| \| \| 9.º \| Gianluca Brambilla \| Trek-Segafredo \| + 34 s \| \| \| 10.º \| José Gonçalves \| Katusha-Alpecin \| + 34 s \| \| |                    |                             |                 |
| |                    |                             |                 |
| Fuente: ProCyclingStats |                    |                             |                 |
| Clasificación de la etapa |                    |                             |                 |
| Ciclista | Ciclista           | Equipo                      | Tiempo          |
| 1.º | Matej Mohorič      | Bahrain-Merida              | 6 h 04 min 52 s |
| 2.º | Nico Denz          | AG2R La Mondiale            | + 0 s           |
| 3.º | Sam Bennett        | Bora-Hansgrohe              | + 34 s          |
| 4.º | Enrico Battaglin   | LottoNL-Jumbo               | + 34 s          |
| 5.º | Davide Ballerini   | Androni Giocattoli-Sidermec | + 34 s          |
| 6.º | Mads Würtz         | Katusha-Alpecin             | + 34 s          |
| 7.º | Francesco Gavazzi  | Androni Giocattoli-Sidermec | + 34 s          |
| 8.º | Jarlinson Pantano  | Trek-Segafredo              | + 34 s          |
| 9.º | Gianluca Brambilla | Trek-Segafredo              | + 34 s          |
| 10.º | José Gonçalves     | Katusha-Alpecin             | + 34 s          |

## Clasificaciones al final de la etapa

### Clasificación general(Maglia Rosa)
| \| Clasificación general \| Clasificación general \| Clasificación general \| Clasificación general \| Clasificación general \| \| Ciclista \| Ciclista \| Equipo \| Tiempo \| \| \| --------------------- \| --------------------- \| ------------------------- \| --------------------- \| --------------------- \| \| 1.º \| Simon Yates \| Mitchelton-Scott \| 43 h 42 min 38 s \| \| \| 2.º \| Tom Dumoulin \| Team Sunweb \| + 41 s \| \| \| 3.º \| Thibaut Pinot \| Groupama-FDJ \| + 46 s \| \| \| 4.º \| Domenico Pozzovivo \| Bahrain-Merida \| + 1 min 00 s \| \| \| 5.º \| Richard Carapaz \| Movistar Team \| + 1 min 23 s \| \| \| 6.º \| George Bennett \| LottoNL-Jumbo \| + 1 min 36 s \| \| \| 7.º \| Rohan Dennis \| BMC Racing Team \| + 2 min 08 s \| \| \| 8.º \| Pello Bilbao \| Astana \| + 2 min 08 s \| \| \| 9.º \| Michael Woods \| EF Education First-Drapac \| + 2 min 28 s \| \| \| 10.º \| Chris Froome \| Team Sky \| + 2 min 30 s \| \| |                    |                           |                  |
| |                    |                           |                  |
| Fuente: ProCyclingStats |                    |                           |                  |
| Clasificación general |                    |                           |                  |
| Ciclista | Ciclista           | Equipo                    | Tiempo           |
| 1.º | Simon Yates        | Mitchelton-Scott          | 43 h 42 min 38 s |
| 2.º | Tom Dumoulin       | Team Sunweb               | + 41 s           |
| 3.º | Thibaut Pinot      | Groupama-FDJ              | + 46 s           |
| 4.º | Domenico Pozzovivo | Bahrain-Merida            | + 1 min 00 s     |
| 5.º | Richard Carapaz    | Movistar Team             | + 1 min 23 s     |
| 6.º | George Bennett     | LottoNL-Jumbo             | + 1 min 36 s     |
| 7.º | Rohan Dennis       | BMC Racing Team           | + 2 min 08 s     |
| 8.º | Pello Bilbao       | Astana                    | + 2 min 08 s     |
| 9.º | Michael Woods      | EF Education First-Drapac | + 2 min 28 s     |
| 10.º | Chris Froome       | Team Sky                  | + 2 min 30 s     |

### Clasificación por puntos(Maglia Ciclamino)
| Clasificación por puntos | Clasificación por puntos | Clasificación por puntos    | Clasificación por puntos | Clasificación por puntos |
| Ciclista                 | Ciclista                 | Equipo                      | Puntos                   |                          |
| ------------------------ | ------------------------ | --------------------------- | ------------------------ | ------------------------ |
| 1.º                      | Elia Viviani             | Quick-Step Floors           | 178 pts                  |                          |
| 2.º                      | Sam Bennett              | Bora-Hansgrohe              | 112 pts                  |                          |
| 3.º                      | Davide Ballerini         | Androni Giocattoli-Sidermec | 87 pts                   |                          |
| 4.º                      | Sacha Modolo             | EF Education First-Drapac   | 73 pts                   |                          |
| 5.º                      | Simon Yates              | Mitchelton-Scott            | 61 pts                   |                          |
| 6.º                      | Enrico Battaglin         | LottoNL-Jumbo               | 53 pts                   |                          |
| 7.º                      | Guillaume Boivin         | Israel Cycling Academy      | 52 pts                   |                          |
| 8.º                      | Marco Frapporti          | Androni Giocattoli-Sidermec | 49 pts                   |                          |
| 9.º                      | Maksim Belkov            | Katusha-Alpecin             | 46 pts                   |                          |
| 10.º                     | Niccolò Bonifazio        | Bahrain-Merida              | 43 pts                   |                          |

### Clasificación de la montaña(Maglia Azzurra)
| Clasificación de la montaña | Clasificación de la montaña | Clasificación de la montaña | Clasificación de la montaña | Clasificación de la montaña |
| Ciclista                    | Ciclista                    | Equipo                      | Puntos                      |                             |
| --------------------------- | --------------------------- | --------------------------- | --------------------------- | --------------------------- |
| 1.º                         | Simon Yates                 | Mitchelton-Scott            | 55 pts                      |                             |
| 2.º                         | Esteban Chaves              | Mitchelton-Scott            | 47 pts                      |                             |
| 3.º                         | Thibaut Pinot               | Groupama-FDJ                | 36 pts                      |                             |
| 4.º                         | Richard Carapaz             | Movistar Team               | 23 pts                      |                             |
| 5.º                         | Giulio Ciccone              | Bardiani CSF                | 22 pts                      |                             |
| 6.º                         | Fausto Masnada              | Androni Giocattoli-Sidermec | 21 pts                      |                             |
| 7.º                         | Domenico Pozzovivo          | Bahrain-Merida              | 16 pts                      |                             |
| 8.º                         | Natnael Berhane             | Dimension Data              | 15 pts                      |                             |
| 9.º                         | Davide Formolo              | Bora-Hansgrohe              | 12 pts                      |                             |
| 10.º                        | Mikaël Cherel               | AG2R La Mondiale            | 12 pts                      |                             |

### Clasificación de los jóvenes(Maglia Bianca)
| Clasificación del mejor joven | Clasificación del mejor joven | Clasificación del mejor joven | Clasificación del mejor joven | Clasificación del mejor joven |
| Ciclista                      | Ciclista                      | Equipo                        | Tiempo                        |                               |
| ----------------------------- | ----------------------------- | ----------------------------- | ----------------------------- | ----------------------------- |
| 1.º                           | Richard Carapaz               | Movistar Team                 | 43 h 44 min 01 s              |                               |
| 2.º                           | Miguel Ángel López            | Astana                        | + 1 min 14 s                  |                               |
| 3.º                           | Ben O'Connor                  | Dimension Data                | + 1 min 16 s                  |                               |
| 4.º                           | Sam Oomen                     | Team Sunweb                   | + 1 min 34 s                  |                               |
| 5.º                           | Maximilian Schachmann         | Quick-Step Floors             | + 2 min 17 s                  |                               |
| 6.º                           | Valerio Conti                 | UAE Team Emirates             | + 9 min 30 s                  |                               |
| 7.º                           | Fausto Masnada                | Androni Giocattoli-Sidermec   | + 10 min 14 s                 |                               |
| 8.º                           | Jack Haig                     | Mitchelton-Scott              | + 19 min 14 s                 |                               |
| 9.º                           | Matej Mohorič                 | Bahrain-Merida                | + 23 min 02 s                 |                               |
| 10.º                          | Felix Großschartner           | Bora-Hansgrohe                | + 33 min 30 s                 |                               |

### Clasificación por equipos"Super Team"
| Clasificación por equipos | Clasificación por equipos | Clasificación por equipos | Clasificación por equipos |
| Equipo                    | Equipo                    | Tiempo                    |                           |
| ------------------------- | ------------------------- | ------------------------- | ------------------------- |
| 1.º                       | Mitchelton-Scott          | 131 h 11 min 59 s         |                           |
| 2.º                       | Astana                    | + 3 min 48 s              |                           |
| 3.º                       | Sky                       | + 4 min 30 s              |                           |
| 4.º                       | Movistar Team             | + 13 min 25 s             |                           |
| 5.º                       | UAE Team Emirates         | + 14 min 28 s             |                           |
| 6.º                       | Team Sunweb               | + 25 min 21 s             |                           |
| 7.º                       | Dimension Data            | + 25 min 36 s             |                           |
| 8.º                       | AG2R La Mondiale          | + 26 min 25 s             |                           |
| 9.º                       | Groupama-FDJ              | + 28 min 06 s             |                           |
| 10.º                      | Bora-Hansgrohe            | + 30 min 40 s             |                           |

## Abandonos
- Rafael Valls, al sufrir una fuerte caída en el transcurso de la etapa.[2]